# 戈盧比夫卡 (魯任區)
49°40′39″N 29°9′7″E / 49.67750°N 29.15194°E
戈盧比夫卡（烏克蘭語：Голубівка），是烏克蘭北部的村莊，隸屬日托米爾州的別爾季切夫區。該村始建於1605年，面積2.17平方公里，海拔高度238米，2001年人口822，人口密度每平方公里378.98人。